# Élections cantonales françaises de 1852
Des élections cantonales sont organisées en France les 31 juillet et 1er août 1852.